# Pseudoclanis postica
Pseudoclanis postica ist ein Schmetterling (Nachtfalter) aus der Familie der Schwärmer (Sphingidae).

## Merkmale
Die Falter haben eine Vorderflügellänge von 33 bis 50 Millimetern. Sie sind gelblich-braun, grünlich- oder gräulich-weiß, wobei die Vorderflügel eine mehr oder weniger stark ausgeprägte hellbraune Bänderung aufweisen. Die ockergelben Hinterflügel haben basal einen großen schwarzen Fleck und submarginal eine Reihe schwarzer Punkte, die gelegentlich ineinander übergehen und dann ein durchgehendes schwarzes Band bilden. Am Thorax befindet sich mittig ein brauner Strich. Die Art ist sehr variabel und es wurden viele verschiedene Formen beschrieben.
Die Raupen haben einen blass blaugrünen, dreieckigen Kopf, der an den Ecken weiß oder gelblich-weiß gefärbt ist. Der körnig strukturierte Körper ist oben weißlich-grün mit einer grünen Mittellinie. Die Seiten des Körpers sind kräftiger grün gefärbt. Bei manchen Tieren ist eine blasse dorso-laterale Linie ausgebildet. Am letzten Körpersegment verläuft ein blass gelber Schrägstreifen, der bis zum Bauchbein des davor liegenden Segments reicht. Dieser Streifen ist teilweise rot gerandet. Es können seitlich weitere gelbe Schrägstreifen ausgebildet sein. Die Stigmen sind blass bläulich, feine blaue Punkte befinden sich auch am letzten Körpersegment. Der Nachschieber ist rot gerandet, das lange Analhorn ist grün und pink gemustert.

## Verbreitung und Lebensraum
Die Art ist in vielen Teilen Afrikas verbreitet und sehr häufig. Sie besiedelt temperaturbegünstigte offene Lebensräume und Wälder.

### Nahrung der Raupen
Die Raupen ernähren sich von Maulbeeren (Morus), Feigen (Ficus), Chaetacme, Chlorophora, Loranthus, Trema, Zürgelbäumen (Celtis), Misteln (Viscum) und Duranta erecta.

## Belege